# Cabros de mierda
Cabros de mierda es una película chilena, estrenada en 2017. Se ambienta en la época de la dictadura militar en Chile.

## Trama
Durante la dictadura militar, Gladys reside en un barrio marginal de Santiago, junto a su madre y su pequeña hija. Un día aloja en su hogar a un joven misionero, que registra la vida en la población en un contexto de adversidad política y social.

## Reparto
- Nathalia Aragonese como Gladys, la francesita.
- Daniel Contesse como Sam.
- Elías Collado como Vladi.
- Corina Posada como madre de Gladys.
- Luis Dubó como Tito.
- Nicolás Rojas como El Corneta.
- Sara Becker como La China.
- Keymi López como la hija de Gladys.

## Premios
Nathalia Aragonese fue nominada como Mejor Actriz para  en los Premios Caleuche. En 2018, Aragonese ganó en la misma categoría en el Festival de Cine sudamericano de Marsella, y el Fondo Central para Actividades Sociales del Personal de las Industrias Eléctrica y Gasística, de Toulouse.